# Mithraeum de Königsbrunn
Le mithraeum de Königsbrunn est un mithraeum situé à Königsbrunn (Arrondissement d'Augsbourg) dans le land de Bavière en Allemagne,.

## Historique

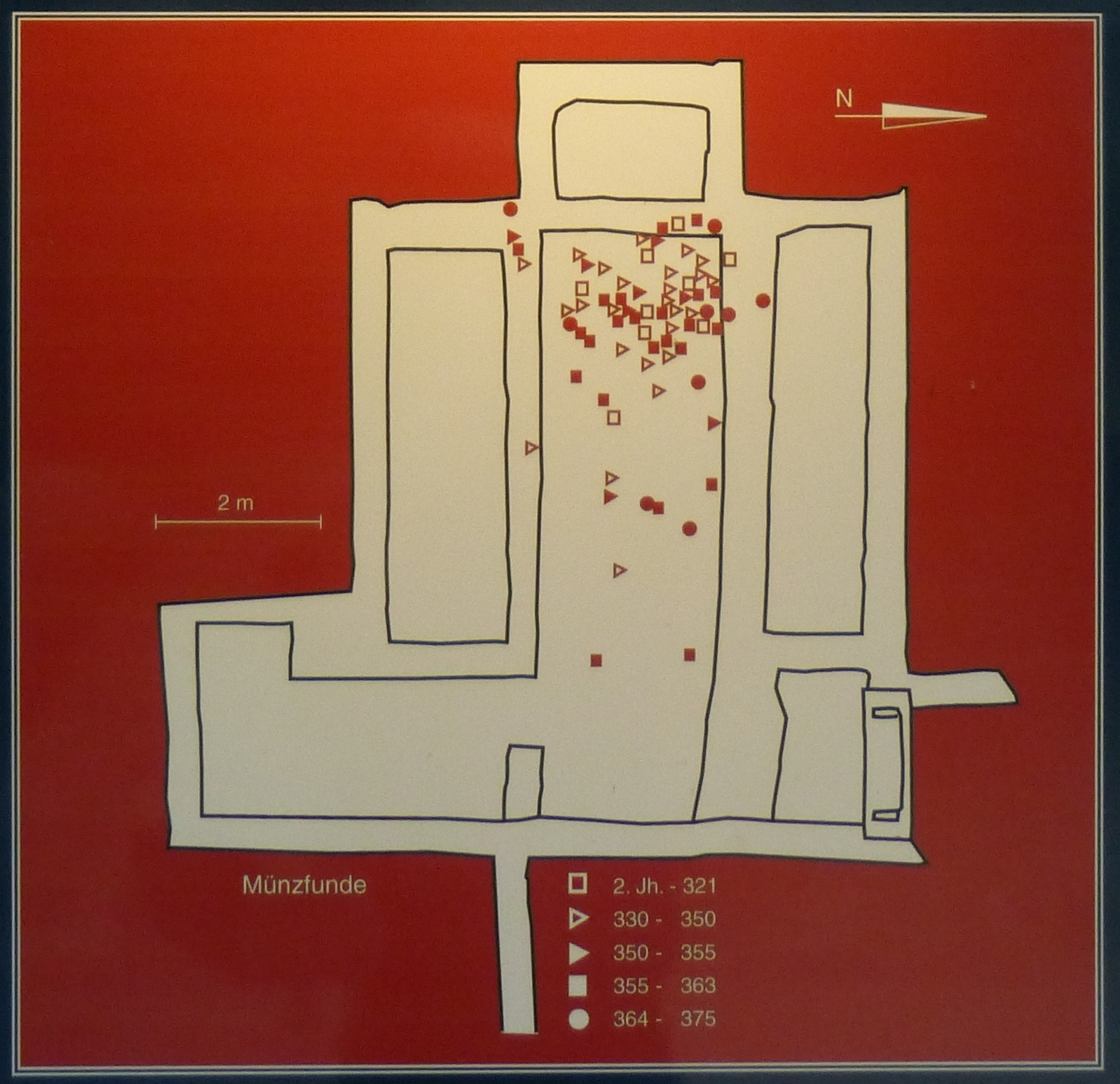
Plan du mithraeum.

Lors de l'aménagement du cimetière municipal en 1976/1977, des traces d'occupation romaine ont été découvertes, qui ont été examinées par l'Office d'État bavarois pour la préservation des monuments. Des fondations des huit bâtiments romains, un bâtiment comportait des petites pièces peu adaptées à une habitation.
Ce n'est qu'en 1999/2000 que ce petit bâtiment mesurant 9,80 m de long sur 9,10 m de large était dédié au culte de Mithra. Les restes des fondations, qui avaient depuis été recouverts de terre, ont été à nouveau fouillés par le groupe de travail sur la préhistoire et l'histoire ancienne.
La zone archéologique a été dotée d'une structure de protection moderne, car le mithraeum est le seul de l'ancienne province romaine de Rhétie à être conservé. Le mithraeum peut être visité,.

## Description
Le mithraeum, qui date des IIe et IIIe siècles, se compose d'une nef centrale (cella), d'une longue antichambre orientée nord-sud et d'une abside rectangulaire légèrement plus basse à l'ouest, d'une antichambre orientée nord-sud et d'une abside rectangulaire située légèrement plus basse à l'ouest. On accédait au mithraeum par une porte à double battant, ouvrant vers l'intérieur, car le bâtiment était très certainement en bois. Dans la nef ont été trouvées 98 pièces de monnaie.
Cet ancien lieu de culte romain semble avoir eu une importance particulière pour cette région, car un chemin de liaison pavé menait sur une distance de 1,3 km depuis l'ancienne voie romaine Via Claudia Augusta (au-delà de l'hôtel de ville actuel) en passant par le milieu de Königsbrunn vers le nord-ouest.

## Galerie

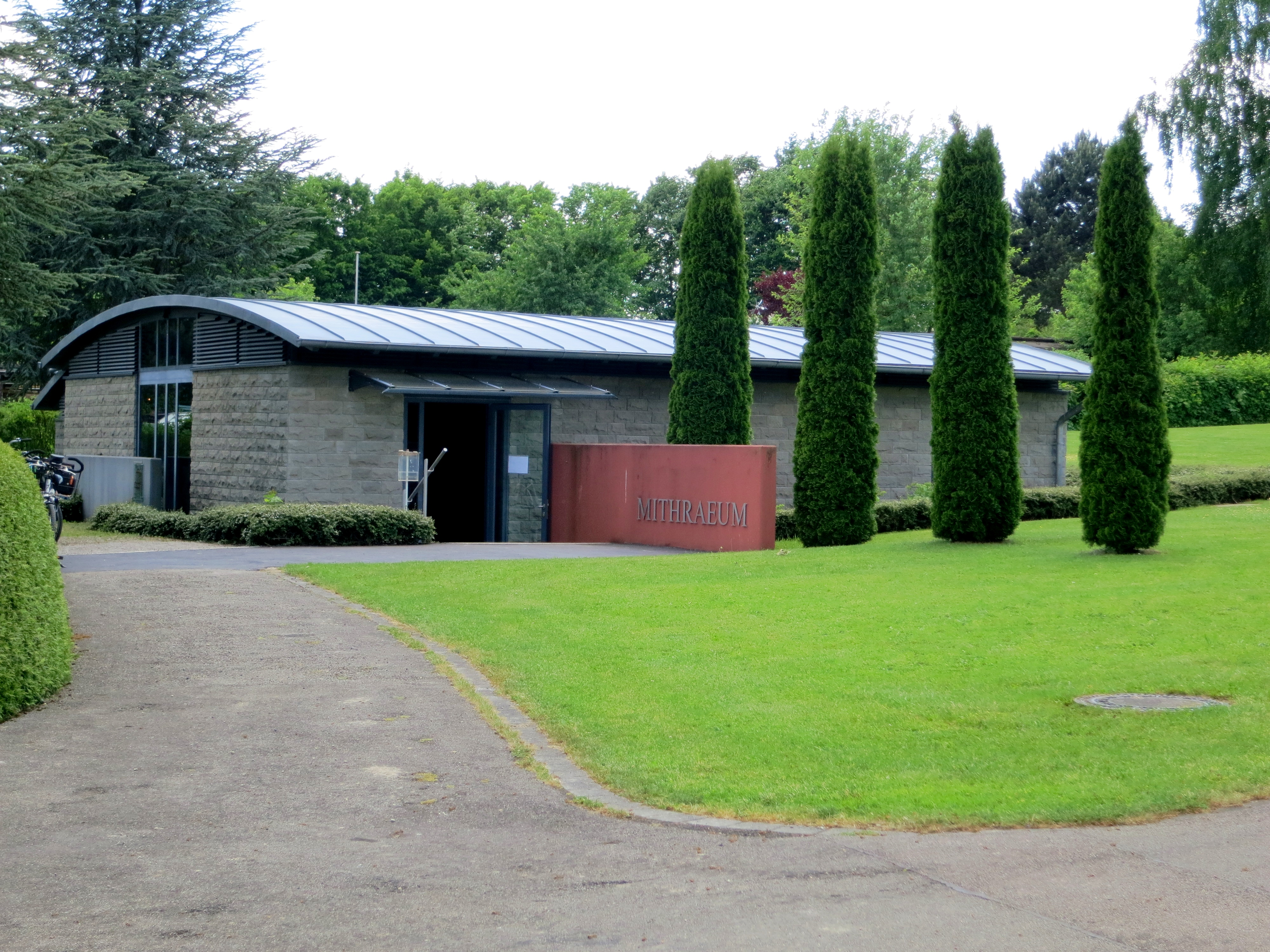
Le bâtiment renfermant le mithraeum.
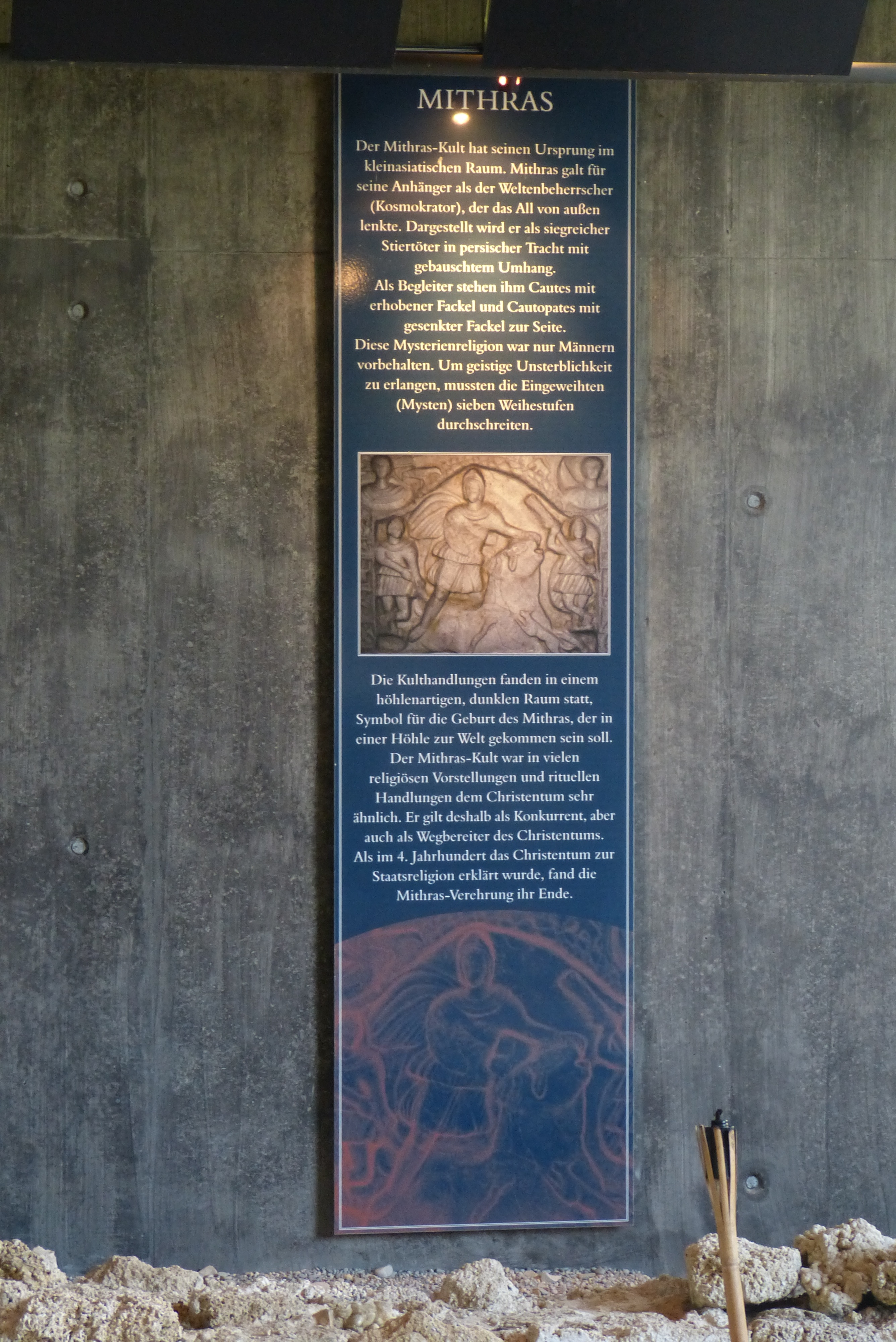
Le panneau d'information.